# Oud-Zuid (Amsterdam)

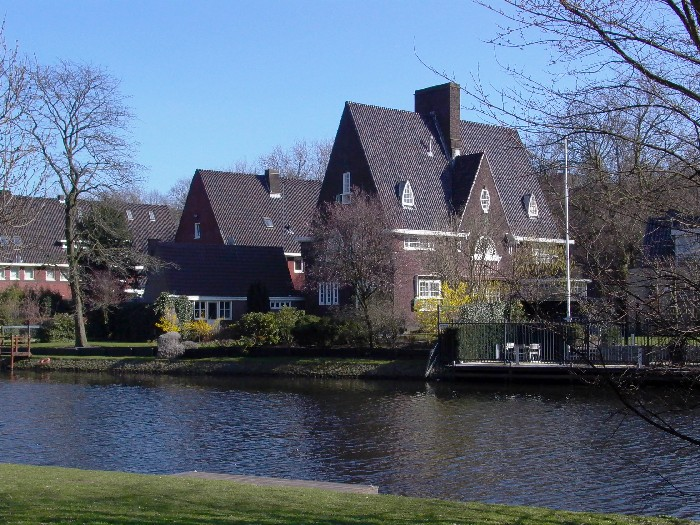
Woningen aan de Apollolaan gezien vanaf de Jan van Goyenkade

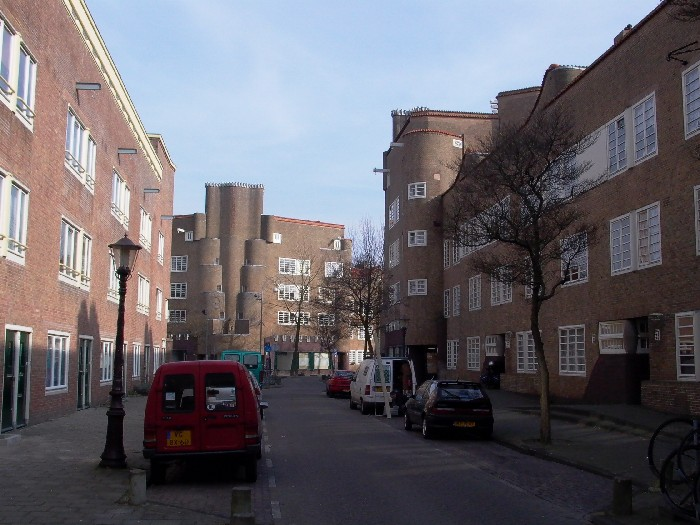
Woningen van woningcorporatie De Dageraad in het P.L. Takcomplex in de Nieuwe Pijp

Oud-Zuid was van 1998 tot 2010 een stadsdeel van de gemeente Amsterdam in de Nederlandse provincie Noord-Holland. Per 1 mei 2010 is het opgegaan in het nieuwe stadsdeel Amsterdam-Zuid.
Oud-Zuid is als stadsdeel gevormd in 1998 uit de fusie van de stadsdelen Zuid en De Pijp. Bij deze fusie is de Prinses Irenebuurt (voorheen een onderdeel van Stadsdeel Zuid) met de Rivierenbuurt en Buitenveldert opgegaan in het nieuwe Stadsdeel Zuideramstel. Het stadsdeel had op 1 januari 2005 83.696 inwoners.
De wijken die samen bekendstaan als Nieuw-Zuid (zie Plan Zuid) behoorden tot 2010 dus deels tot Oud-Zuid (maar de Rivierenbuurt behoorden tot 2010 tot het stadsdeel Zuideramstel).
Sinds 20 november 2022 is de wijk gemeentelijk beschermd stadsgezicht.
De Noord/Zuidlijn loopt door het stadsdeel en heeft een station 'De Pijp' onder de Ferdinand Bolstraat tussen de Albert Cuypstraat en de Ceintuurbaan.

## Wijken en buurten in Oud-Zuid
Het voormalige stadsdeel Amsterdam Oud-Zuid bestaat uit acht wijken (onderverdeeld in 41 buurten). De wijken zijn:
- Oude Pijp (zie ook De Pijp)
- Nieuwe Pijp (zie ook De Pijp) met de
  - Diamantbuurt
- Museumkwartier (de naam Concertgebouwbuurt komt ook voor (niet officieel)) met het
  - Duivelseiland
- Willemspark
- Apollobuurt (de naam Beethovenbuurt komt ook voor (niet officieel))
- Stadionbuurt
- Schinkelbuurt
- Hoofddorppleinbuurt (waartoe ook het bedrijventerrein Schinkel behoort)

Sinds 1 januari 2014 hanteert de gemeente Amsterdam behalve stadsdelen en buurtcombinaties een verdeling in gebieden. Oud-Zuid geldt in deze indeling als gebied 10. Oud-Zuid omvat de buurtcombinaties Apollobuurt, Hoofddorppleinbuurt, Museumkwartier, Schinkelbuurt, Stadionbuurt en Willemspark.

## Parken en groengebieden
- Vondelpark
- Sarphatipark
- Schinkeleilanden

## Culturele attracties

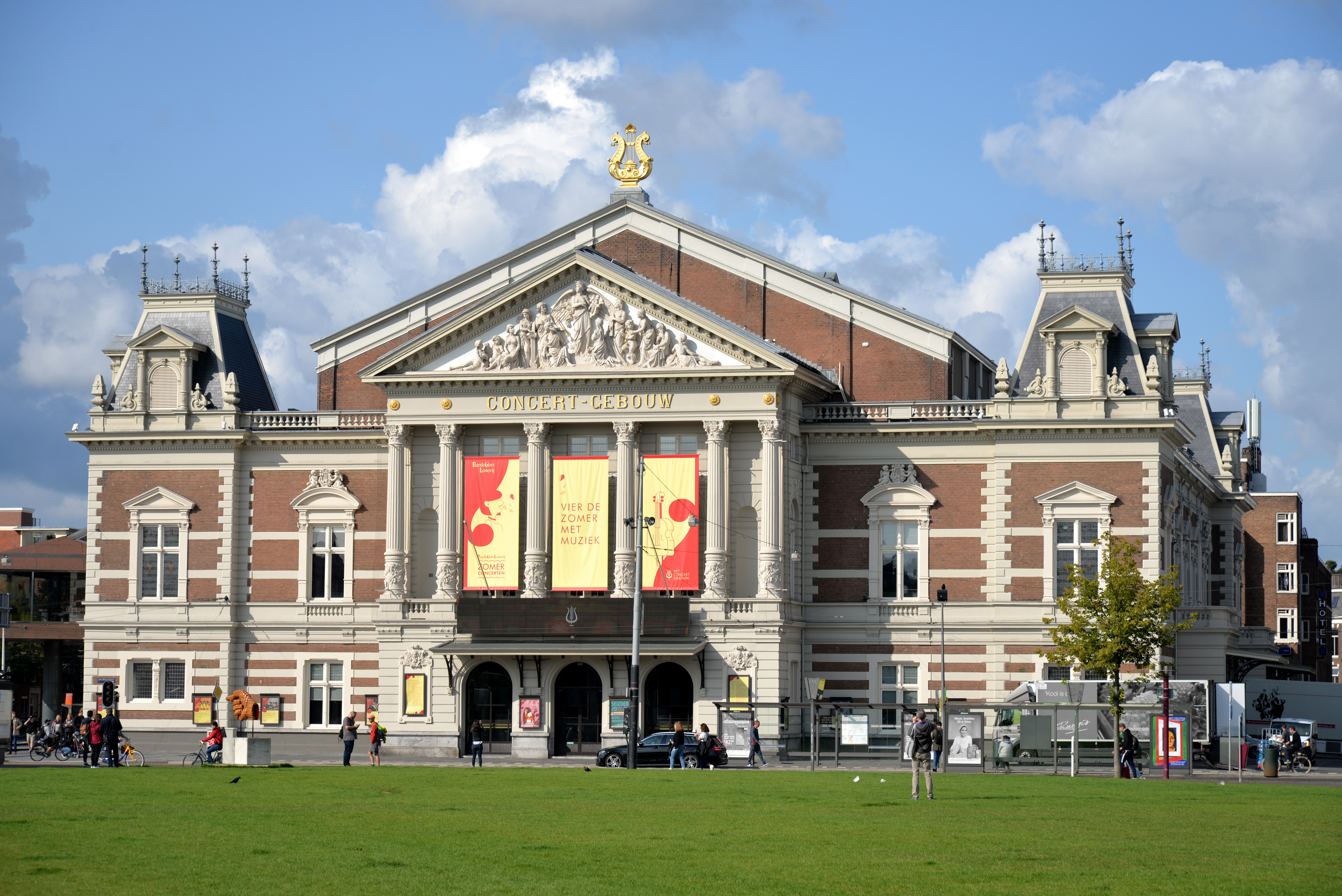
Concertgebouw aan de Van Baerlestraat.

- Rijksmuseum aan de Stadhouderskade 42 (P.J.H. Cuypers, 1876-1885)
- Stedelijk Museum aan de Paulus Potterstraat 13 (A.W. Weissman, 1895)
- Van Gogh Museum aan de Paulus Potterstraat 7 (G. Rietveld, 1973 en K. Kurokawa, 1999)
- Concertgebouw aan het Concertgebouwplein 2-6 (A.L. van Gendt, 1886)
- Amsterdamse School architectuur in Plan Zuid (Nieuwe Pijp, Apollobuurt en Stadionbuurt)

## Sport en recreatie

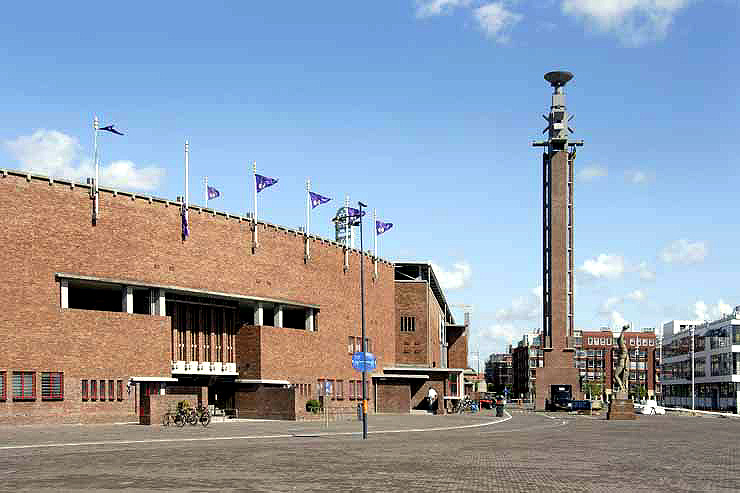
Olympisch Stadion
Foto: bmz.amsterdam.nl

- Olympisch Stadion aan het Stadionplein J. Wils, 1926-1928)
- Sporthallen Zuid aan het Burgerweeshuispad 54 (1975)
- Frans Otten Stadion aan het IJsbaanpad 43
- Zuiderbad aan de Hobbemastraat 26 (J. Ingenohl, 1897)
- Apollohal op de hoek van de Stadionweg en de Apollolaan (A. Boeken en W. Zweedijk, 1934)
- Sporthal De Pijp aan de Lizzy Ansinghstraat 88
- Sportpark Olympiaplein

## Overige bijzondere gebouwen

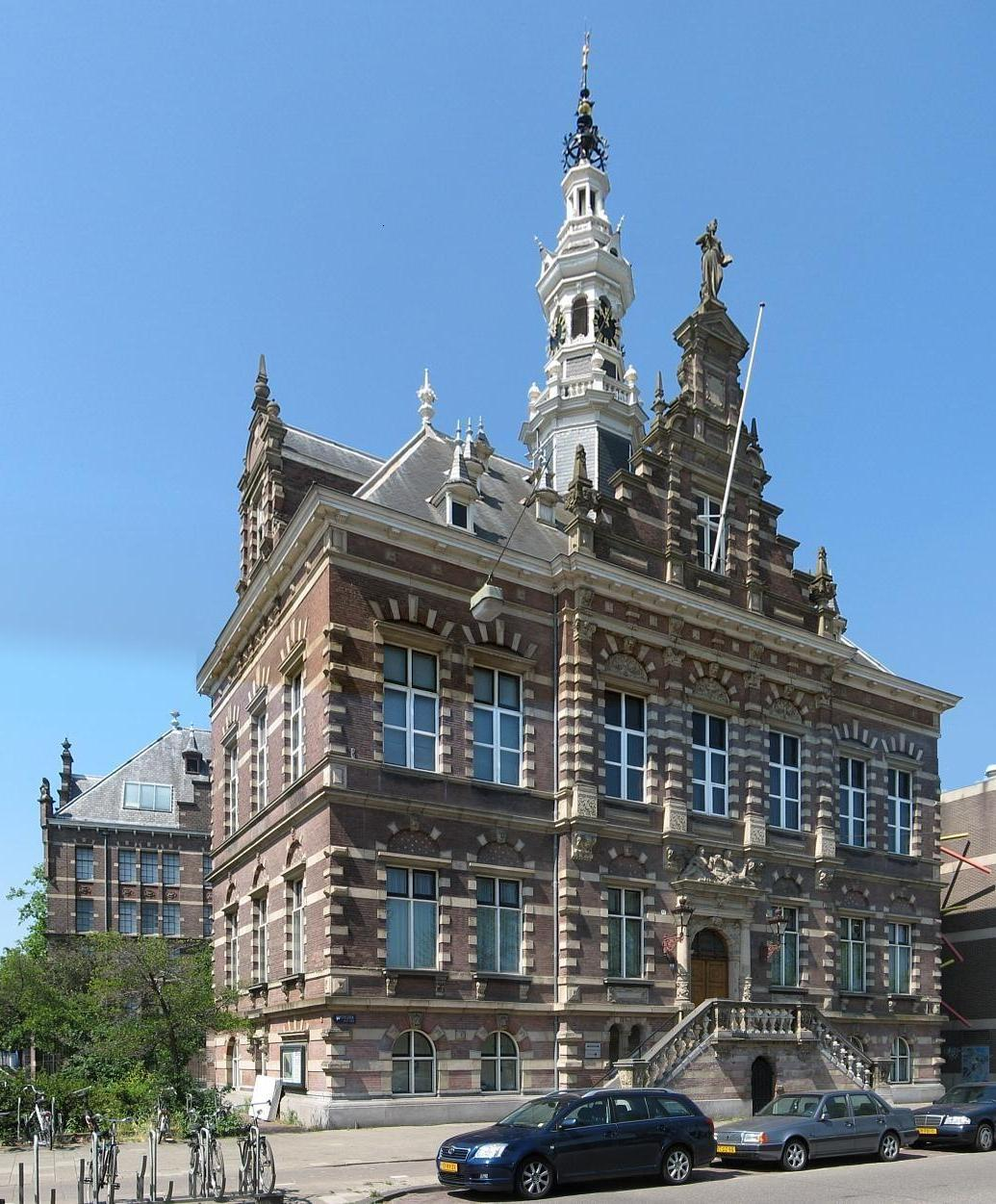
Het voormalige raadhuis van Nieuwer-Amstel, tot 2007 vestiging van het Gemeentearchief Amsterdam

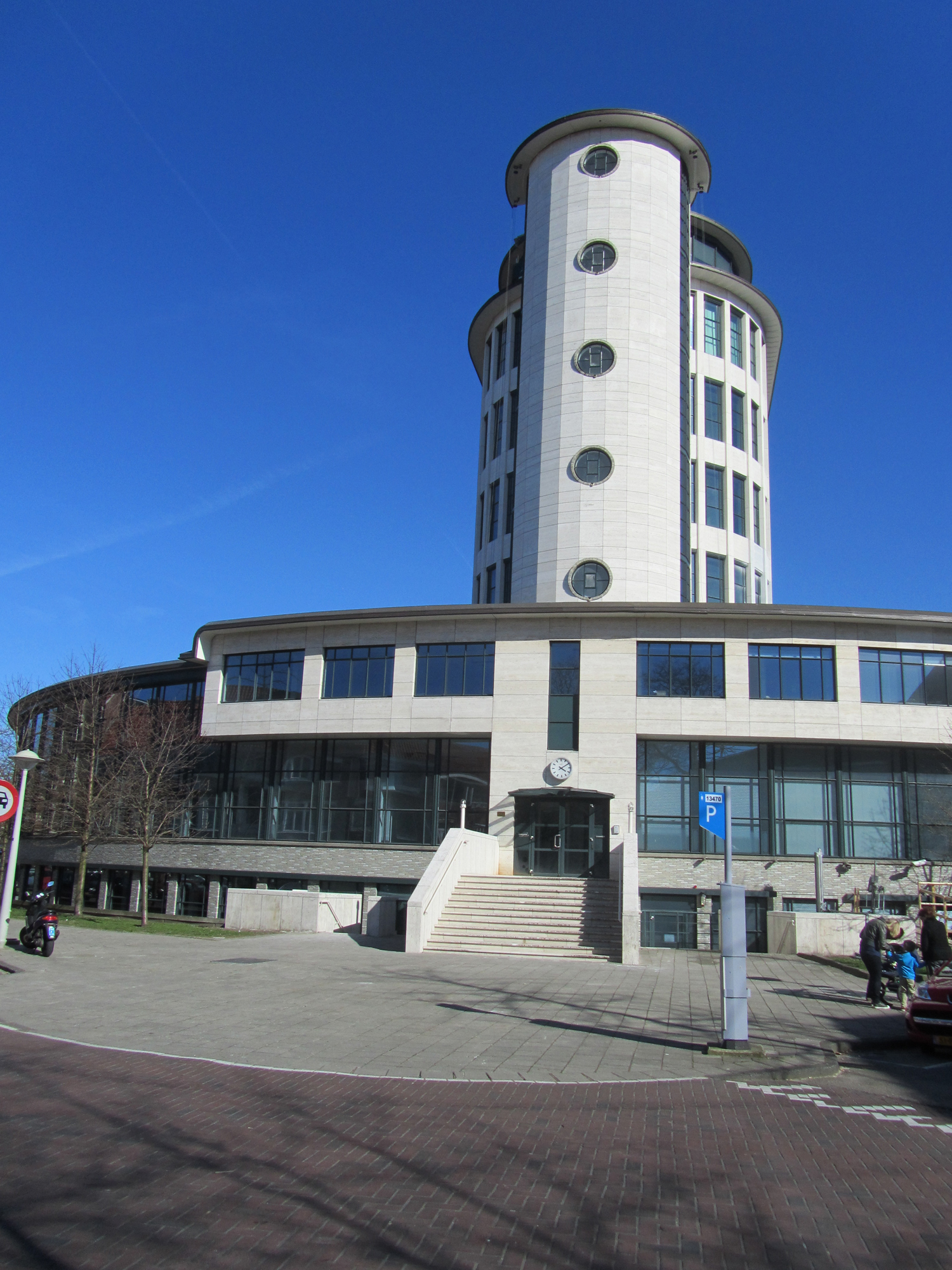
Apollohouse bij de Apollolaan, gezien vanuit de Gerrit van der Veenstraat.
Foto: bmz.amsterdam.nl

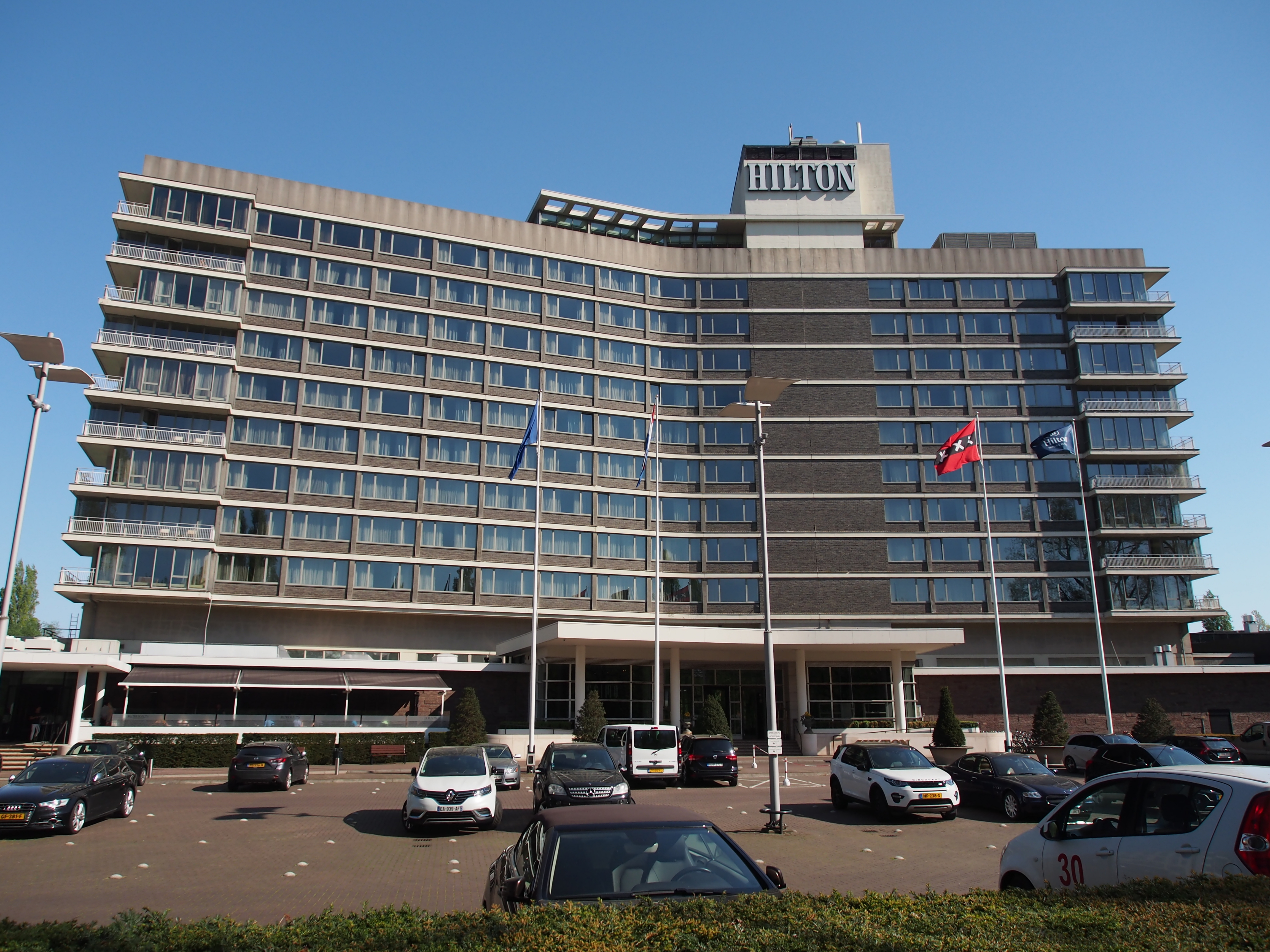
Hilton Hotel aan de Apollolaan. Foto: bmz.amsterdam.nl

- Het voormalige raadhuis van Nieuwer-Amstel, tot 2007 vestiging van het Gemeentearchief Amsterdam aan de Amsteldijk 67 (W.J. de Groot, 1894)
- Het Huis met de Kabouters aan de Ceintuurbaan 251-255 (A.C. Boerma, 1884)
- Het voormalige kantoor van de Rijkspostspaarbank, later het Sweelinck Conservatorium aan de Van Baerlestraat 27 (D.E.C. Knuttel, 1899-1901). Dit gebouw is inmiddels tot hotel verbouwd.
- Het voormalige Museum Overholland aan het Museumplein 4 (J. de Bie Leuveling Tjeenk, 1925)
- De brandweerkazerne aan de Honthorststraat 25-27 (Hendrik Leguyt, 1897)
- De rooms-katholieke kerk van Onze Lieve Vrouw van de Allerheiligste Rozenkrans (Obrechtkerk) aan de Jacob Obrechtstraat 28 (J. Stuyt en J.Th.J. Cuypers, 1908-1911)
- De synagoge van de Nederlands-Israëlietische Hoofdsynagoge Amsterdam aan de Heinzestraat 1 (Raw Aron Schuster Synagoge; ontworpen door H. Elte en C. van der Wijk, 1928)
- Het Nieuwe Huis, flatgebouw aan het Roelof Hartplein Amsterdam, architect B. van den Nieuwen Amstel, 1928
- Het voormalige laboratorium van de Vrije Universiteit aan de De Lairessestraat (B.T. Boeyinga, 1932)
- Het Amsterdams Lyceum (H.A.J. Baanders, 1920)
- De Eerste Openluchtschool voor het Gezonde Kind aan de Cliostraat (J. Duiker, 1927-1930)
- Het Monument Indië-Nederland aan de Apollolaan (G. Friedhoff en F. van Hall, 1935)
- Het Blauwe Theehuis in het Vondelpark (H.A.J. Baanders en J. Baanders, 1936)
- Het Hilton Hotel aan de Apollolaan (H.A. Maaskant, 1958)
- Het Noordelijk Citroëngebouw aan het Stadionplein (J. Wils, 1959)
- Het voormalige Burgerweeshuis op de hoek van de Amstelveenseweg en het IJsbaanpad (A. van Eyck, 1959-1961)
- Het Okura Hotel aan de Ferdinand Bolstraat (B. Bijvoet, G. Holt, Y. Taniguchi en Y. Shibata (1968-1972)
- Het Huis van Bewaring aan de Havenstraat, hoek Amstelveenseweg, gebouwd in 1890, toen dit nog een landelijke omgeving was.
- Het Haarlemmermeerstation aan de Amstelveenseweg, gebouwd in 1915 voor de Haarlemmermeerspoorlijnen. Sinds 1975 vertrekpunt van de Electrische Museumtramlijn Amsterdam

## Overige attracties
- De Albert Cuypmarkt (Albert Cuypstraat)
- Het Museumkwartier met het winkelgebied P.C. Hooftstraat en Van Baerlestraat
- Heineken Experience in de voormalige brouwerij aan de Stadhouderskade

## Stadsdeelbestuur

### Dagelijks bestuur
Stadsdeelvoorzitter was tot 2010 Egbert de Vries (PvdA); hij volgde in april 2006 Emile Jaensch (VVD) op. Het Dagelijks Bestuur werd gevormd door de PvdA en GroenLinks.

### Stadsdeelraad
De stadsdeelraad bestond sinds 1998. Voordien bestonden de stadsdeelraden van de voormalige stadsdelen Zuid en De Pijp. Deze beide stadsdelen waren ingesteld in 1990 en fuseerden in 1998 tot Oud-Zuid. De raad telde 29 zetels.
| Deelraadszetels             | Deelraadszetels | Deelraadszetels | Deelraadszetels | Deelraadszetels |
| --------------------------- | --------------- | --------------- | --------------- | --------------- |
| Partij                      | 1998            | 2002            | 2006            |                 |
| PvdA                        | 7               | 6               | 10              |                 |
| VVD                         | 7               | 7               | 7               |                 |
| GroenLinks                  | 5               | 5               | 6               |                 |
| D66                         | 3               | 3               | 2               |                 |
| CDA                         | 1               | 2               | 1               |                 |
| AA/DG                       | 2               | 1               | 1               |                 |
| Zuid- en Pijpbelangen       | 3               | 4               | 1               |                 |
| Vereniging Oud Zuid         | -               | -               | 1               |                 |
| Amsterdam Leeft!            | -               | 1               | -               |                 |
| Werkgroep Vrije Socialisten | 1               | -               | -               |                 |
| Totaal                      | 29              | 29              | 29              |                 |